# Neogagrella
Neogagrella is een geslacht van hooiwagens uit de familie Sclerosomatidae.
De wetenschappelijke naam Neogagrella is voor het eerst geldig gepubliceerd door Roewer in 1913. 

## Soorten
Neogagrella omvat de volgende 3 soorten:
- Neogagrella balica
- Neogagrella barnesi
- Neogagrella eximia